# Jarell Quansah
Jarell Amorin Quansah (Warrington, Inglaterra, 29 de enero de 2003) es un futbolista británico que juega de defensa en el Bayer 04 Leverkusen de la Bundesliga.

## Estadísticas

### Clubes
Actualizado al último partido disputado el 19 de mayo de 2025.
| Club                            | Div.          | Temporada     | Liga  | Liga  | Copas nacionales | Copas nacionales | Copas internacionales | Copas internacionales | Total | Total |
| Club                            | Div.          | Temporada     | Part. | Goles | Part.            | Goles            | Part.                 | Goles                 | Part. | Goles |
| ------------------------------- | ------------- | ------------- | ----- | ----- | ---------------- | ---------------- | --------------------- | --------------------- | ----- | ----- |
| Bristol Rovers F. C. Inglaterra | 3.ª           | 2022-23       | 16    | 0     | 0                | 0                | ―                     | ―                     | 16    | 0     |
| Bristol Rovers F. C. Inglaterra | Total club    | Total club    | 16    | 0     | 0                | 0                | 0                     | 0                     | 16    | 0     |
| Liverpool F. C. Inglaterra      | 1.ª           | 2023-24       | 17    | 2     | 9                | 0                | 7                     | 1                     | 33    | 3     |
| Liverpool F. C. Inglaterra      | 1.ª           | 2024-25       | 13    | 0     | 8                | 0                | 4                     | 0                     | 25    | 0     |
| Liverpool F. C. Inglaterra      | Total club    | Total club    | 30    | 2     | 17               | 0                | 11                    | 1                     | 58    | 3     |
| Bayer 04 Leverkusen · Alemania  | 1.ª           | 2025-26       | 0     | 0     | 0                | 0                | 0                     | 0                     | 0     | 0     |
| Bayer 04 Leverkusen · Alemania  | Total club    | Total club    | 0     | 0     | 0                | 0                | 0                     | 0                     | 0     | 0     |
| Total carrera                   | Total carrera | Total carrera | 46    | 2     | 17               | 0                | 11                    | 1                     | 74    | 3     |

## Palmarés

### Campeonatos nacionales
| Título          | Club            | País       | Año  |
| --------------- | --------------- | ---------- | ---- |
| Copa de la Liga | Liverpool F. C. | Inglaterra | 2024 |
| Premier League  | Liverpool F. C. | Inglaterra | 2025 |

### Campeonatos internacionales
| Título          | Equipo            | Sede       | Año  |
| --------------- | ----------------- | ---------- | ---- |
| Eurocopa Sub-21 | Inglaterra sub-21 | Eslovaquia | 2025 |